# Cut the Rope: Experiments
A Cut the Rope: Experiments egy nagysikerű videójáték, amely 2011. augusztus 4-én debütált az App Store-on. A nagydíjazott Cut the Rope videójáték folytatása.

## A játék menete
Akárcsak az előző Cut the Rope játékban, úgy itt is minden egyes pályájának lényege, hogy a cukorkát az Om Nom nevű kis zöld lény szájába juttassa a játékos. Az édesség egy vagy több kötélen lóg, amit a játékos az ujjával suhintva elvághat, illetve számos egyéb módon befolyásolhatja a cukorka célba jutását, például a légbuborékokba juttatva felfelé kezd szállni, irányát pedig fújtatókkal lehetséges változtatni.
Az újabb szintcsomagok további elemeket adnak hozzá a játékmenethez, az alapjátékban jelenleg 17, egyenként 25 pályából álló szint található, míg az Experiments 8 szintet tartalmaz, amik szintén 25 pályából állnak (Részletesen lásd itt.) A böngészős változatban 3 pálya található, ezek 9 szintből állnak, az első kettő pálya szintjeit pedig az alapjáték szintjei közül választottak ki.
A játék másodlagos célja, hogy a pályákon szétszórt három csillagot érintve juttassa a játékos a kis lényhez. A pályák végén egy pontszámot kap a játékos, melynek értéke függ az összegyűjtött csillagok számától és a teljesítéshez szükséges időtől.

## Szintek
Itt találhatóak a Cut the Rope: Experiments játékhoz tartozó szintfelosztások.
| # | Szint eredeti neve    | Pályák száma | Debütálás dátuma     |
| - | --------------------- | ------------ | -------------------- |
| 1 | Getting Started       | 25           | 2006. október 4.     |
| 2 | Shooting the Candy    | 25           | 2007. március 30.    |
| 3 | Sticky Steps          | 25           | 2007. szeptember 27. |
| 4 | Rocket Science        | 25           | 2008. január 9.      |
| 5 | Bath Time             | 25           | 2008. november 14.   |
| 6 | Handy Candy           | 25           | 2009. június 17.     |
| 7 | Ant Hill              | 25           | 2011. december 21.   |
| 8 | Bamboo Chutes (Extra) | 25           | 2014. november 12.   |

## Fogadtatás
| Összegzőoldal | Értékelés |
| ------------- | --------- |
| GameRankings  | 80%       |
| Metacritic    | 93/100    |

| Szerző    | Értékelés |
| --------- | --------- |
| Eurogamer | 9/10      |
| GameSpot  | 8/10      |
| IGN       | 9/10      |

| Szerző     | Díj                              |
| ---------- | -------------------------------- |
| Apple Inc. | Apple Design Award 2011          |
| BAFTA      | Legjobb kézi konzolos játék 2011 |

A közönség siker mellett a játék a kritikusok körében is pozitív visszhangot váltott ki, a Metacritic oldalán 14 értékelés alapján 93 pontos átlaggal rendelkezik. Az IGN kiemelte, hogy a játék hasonlóan addiktív, mint az Angry Birds, pozitívumként a nagyszerű fejtörőket, a közel tökéletes irányítási mechanizmust és az aranyos hangulatot említették értékelésükben. A GameSpot frissnek, kihívásokban gazdagnak, nagyszerűnek és nagyon szórakoztatónak nevezte a játékot, ám negatívumként értékelték azt, hogy néha egyes részeknél nehéz a precíz mozdulatokat végrehajtani.
A 2011-es Apple Worldwide Developers Conference díjátadóján a Cut the Rope elnyerte az Apple Design Award díját, márciusban pedig a 7. BAFTA videójátékos díjátadó keretében megkapta a Legjobb kézikonzolos játéknak járó címet, elsőként az iOS alkalmazások köréből.
2011 júliusában a ZeptoLab bejelentette, hogy az Ape Entertainment képregény kiadóval karöltve egy önállóan futtatható alkalmazásként elkészítik a játék képregény változatát, ami előzménytörténetként szolgál a játékhoz és Om Nom múltjára is fény derül.